# Lepidoneura grisealis
Lepidoneura grisealis là một loài bướm đêm trong họ Crambidae.